# 及森玲子
及森 玲子（おいもり れいこ、1972年1月23日 - ）は、日本の女優。旧芸名・原田 和代（はらだ かずよ）。
宮城県仙台市出身、B型。ロビンフットアーツ所属。

## 人物・略歴
第2回全日本国民的美少女コンテスト（1988年）にも出場。
1989年、NTV輝け美少女高校生マドンナ大賞グランプリを獲得。

## 出演

### 映画
- 上方苦界草子（1991年・松竹） - お文 役
- 青春デンデケデケデケ (1992) - 内村百合子 役
- ポストマン・ブルース（1997年日活） - 花田みよ子 役
- SADA〜戯作・阿部定の生涯（1998年・松竹） - 斉藤家女中
- 風の歌が聴きたい（1998年・ザナドゥー） - 早瀬藍子 役
- 催眠（1999年・東宝） - マネージャー 役
- DRIVE（2001年・日本ヘラルド映画）
- 北の零年（2004年・東映） - 弥生 役

### テレビドラマ
- 新金色夜叉 百年の恋（1990年、THK）　※原田和代 名義
- ドラマスペシャル「1970 ぼくたちの青春」（1991年6月21日、CX）　※原田和代 名義
- 映画みたいな恋したい「ヒッチコック特集1 鳥」（1991年8月31日、TX）　※原田和代 名義
- 眠れない夜をかぞえて（1992年、TBS）　※原田和代 名義
- 金曜ドラマシアター 「ザ・スクープ」（1992年11月20日、CX）　※原田和代 名義
- 雲霧仁左衛門 第10話「拾った娘」（1996年2月28日、CX） - おひさ 役
- 刑事追う! 第2話「同期生」（1996年04月15日、TX）
- 土曜ドラマ「秋の選択」（1996年11月23日、NHK）
- 炎の奉行 大岡越前守（1997年1月2日、TX） - おせい 役
- 快刀!夢一座七変化 第11話「取り戻せ！汗と涙の二千両!!」（1997年2月6日、ANB）
- 火曜サスペンス劇場「松本清張スペシャル 恐喝者」（1997年2月25日、NTV） - かおり 役
- 連続テレビ小説「あぐり」 （1997年、NHK） - 市川和代 役
- ぽっかぽか3（1997年、TBS） - 河合美香 役
- 暴れん坊将軍シリーズ（ANB / 東映）
  - 暴れん坊将軍VII 第18話「いなせ新さん、世直し道中」（1997年） - おきぬ 役
  - 暴れん坊将軍VIII 第15話「買われたお姫様の秘密」（1998年） - 茶々 役
- 風になりたい （1998年、TBS）
- 剣客商売 第1シリーズ 第8話「嘘の皮」（1998年、CX） - お照 役
- 髪結い伊三次 第1話「盗っ人」（1999年、CX）
- 隠密奉行朝比奈 第2シリーズ  第4話「復讐の紋様・唐津絵皿は語る」（1999年、CX） - 佐世
- ザ・ドクター 第11話「意外!?一真が新たな旅立ち!?」（1999年、TBS） ‐ 山川絵美 役
- 痛快!三匹のご隠居 第1話「美女と七人の盗賊 戦は頭でするものよ」（1999年、ANB） - お糸 役
- 新南部大吉交番日記 （2000年、TBS）
- ストレートニュース 第1話「盗撮」（2000年、NTV）- 大島雅美 役
- 熱血!周作がゆく 第9話「真剣勝負! 明日への旅立ち」（2000年、ANB）
- 土曜ワイド劇場（ANB）
  - 「三毛猫ホームズの黄昏ホテル 豪華リゾート連続殺人」（1998年2月21日）
  - 「警視庁 女性捜査班」（2002年11月11日）
  - 「温泉医殺人事件カルテ1」（2001年1月20日）
  - 「刑事村上緑子（リコ） 警察官連続殺人」（2003年3月8日）
- たのしい幼稚園（2001年、TBS）
- 金曜エンタテイメント （CX）
  - 「年の差カップル刑事2」（2001年9月7日） - 梅田由里子 役
  - 「津軽海峡ミステリー航路1」（2002年2月22日） ‐ 宮脇美智子
- 月曜ミステリー劇場「西村京太郎サスペンス 探偵 左文字進4 殺人ツアーにようこそ」（2001年10月15日、TBS）
- ダムド・ファイル 「カラオケボックス 千種区」（2003年7月25日、NBN）
- またのお越しを（2003年、TBS） - 牧村由梨恵 役
- 相棒 Season 2 第13話「神隠し」（2004年1月21日、EX）

### Vシネマ
- おいら女蛮 決戦!パンス党 (1992) - 男男子 役
- 湾岸ミッドナイト ２ (1993)
- 湾岸ミッドナイト ３ (1993)

### アニメ
- おいら女蛮 (1992) - 男男子 役

### 舞台
- エリーダ（1992年）
- 危険な関係（1993年）

### CM
- 大成建設(企業広告) （1991年）
- 日清食品「チキンラーメンどんぶり」（1992年）